# Ivana Kovačević
Ivana Kovačević (* 27. Dezember 1994 in Sokolac) ist eine ehemalige serbische Skilangläuferin. 
Kovačević nahm von 2011 bis 2014 am Skilanglauf-Balkan-Cup teil. Dabei kam sie dreimal auf den dritten Platz und errang in der Saison 2011/12 den fünften Platz in der Gesamtwertung. Beim Europäischen Olympischen Winter-Jugendfestival 2011 in Liberec belegte sie den 60. Platz über 5 km Freistil und bei den Olympischen Winterspielen 2014 in Sotschi den 75. Rang über 10 km klassisch.